# 下川辺出張陣屋
下川辺出張陣屋（しもかわべでばりじんや・下川辺役所）は、江戸幕府が飛騨国に近い美濃国内の幕府領を管理・統治するために設置した陣屋。高山陣屋の支所で飛騨郡代の管轄下にあった。

## 沿革と経緯
享保11年(1726年)8月になると飛騨郡代の支配は美濃国の郡上郡、加茂郡、恵那郡までに及び、当初その出張陣屋は美濃国武儀郡肥田瀬村に設けられた。
この地は元は旗本の関大嶋氏の知行所であったが、同族で加茂郡中川辺村に陣屋を置く川辺大嶋氏の預地となった。そのため肥田瀬村には両方の陣屋が併設されていたが、その後、飛騨郡代の出張陣屋は加茂郡上川辺村(現在の岐阜県加茂郡川辺町上川辺)に移転した。
上川辺出張陣屋は飛騨川沿いにあって下流する飛騨産木材の管理にあたったが、直属の役人は常駐せず、地役人が駐在していた。建物は通称「御陣屋」と呼ばれ、蔵・高札場・牢屋などがあったが地理的に不便であった。
享保14年(1729年)、支配下の各村からの嘆願により加茂郡下川辺村(現在の岐阜県加茂郡川辺町下川辺)に移転した。
嘉永2年(1849年)陣屋の建物が老朽化したのを機会に、同村地内に陣屋を新築した。その後、陣旗野に移転することが決定したが、翌年田畑の不作から村々が困窮し、移転を見送っている状況が続いているうちに
万延元年(1860年)支配地が飛騨郡代から美濃郡代へ移管されたため、下川辺出張陣屋は閉鎖されたが、足軽並の小役が１名が留守居役として残された。その後、役人宅の3軒は郡中惣代により売却された。

## 機能
支配下の村々に触書や取締書を出したが、これらは江戸幕府や高山陣屋から出された物が大半を占めていた。主に年貢米の上納のことや領民の生活に関する規律などであった。特異な例としては、「威鉄砲御請証文」「鉄砲御預書上帳」があり、農作物を喰い荒らす害獣の駆除のために猟師が鉄砲を所持することについては出張陣屋が厳しく管理していた。

## 概要
陣屋の建物の他に3軒の役人宅と蔵・高札場などがあったと伝わるが、現在は井戸のみが残っている。敷地内には稲荷社が祀られていて、初午の日には餅米1斗5升と小豆で赤飯を作り、出入りの人々に豊作を祈って振る舞われた。敷地は年貢地で、敷地米1石8斗6升1合を地主に渡したが、この支出は村々の負担であった。常駐した役人は、手附1名、手代1名または2名、地役人5～6名が在勤していた。

## 支配地(文化年間)
| 知行   | 知行       | 村数 | 村名 |
| ------ | ---------- | ---- | --- |
| 加茂郡 | 預地       | 17村 | 上川辺村、鹿塩村、打屋村、信友村、夕田村、大杉村、今泉村、木野村、大針村、酒倉村、小原村、和泉村、水戸野村、吉田村、寺前村、大野村、小野村                   |
| 加茂郡 | 出張陣屋分 | 4村  | 下川辺村、則光村、栃井村、石神村 |
| 郡上郡 | 出張陣屋分 | 18村 | 小那比村、野々倉村、厚波村、田平村、洲河村、夕谷村、小板屋新田、中之保村、貢間村、入津村、東野村、下野村、横井村、上沢村、野尻村、鹿倉村、土京村、安郷野新田 |
| 恵那郡 | 出張陣屋分 | 3村  | 大川村、水上村、下野村 |

## 駐在役人
| 代 | 氏名                                 | 就任年             | 退任年             | 備考 |
| -- | ------------------------------------ | ------------------ | ------------------ | ---- |
| 1  | 飯田品右衛門・矢部皆右衛門・光用忠助 | 享保13年（1728年） | 延享2年（1745年）  |      |
| 2  | 田神助右衛門・光用忠助・佐藤金三郎   | 延享2年（1745年）  | 寛延3年（1750年）  |      |
| 3  | 増井左吉・岩間竹右衛門・渡辺幸蔵     | 寛延3年（1750年）  | 宝暦11年（1761年） |      |
| 4  | 北川幸内・細谷幸助・斎藤九藏         | 宝暦11年（1761年） | 文化12年（1815年） |      |
| 5  | 秋山太郎輔                           | 文化12年（1815年） | 文政12年（1829年） |      |
| 6  | 秋山太郎輔・菊池丹次郎               | 文政12年（1829年） | 天保10年（1839年） |      |
| 7  | 秋山太郎輔                           | 天保10年（1839年） | 弘化2年（1845年）  |      |
| 8  | 秋山太郎輔・渡辺勝三郎               | 弘化2年（1845年）  | 嘉永5年（1852年）  |      |
| 9  | 山口瀬左衛門・近藤又三郎             | 嘉永5年（1852年）  | 安政5年（1858年）  |      |
| 10 | 松山粂太郎・白石岸之助               | 安政5年（1858年）  | 万延元年（1860年） |      |